# Alberto V da Baviera
Alberto V da Baviera, o Magnânimo (em alemão:  Albrecht V von Bayern, der Grossmüthige) (Munique, 29 de fevereiro de 1528 – Munique, 24 de outubro de 1579) foi Duque da Baviera desde 1550 até à sua morte. Era filho do duque Guilherme IV da Baviera e de Maria de Baden-Sponheim.

## Biografia
Alberto foi educado em Ingolstadt por professores católicos.
Em 4 de julho de 1546 casou com Ana de Áustria, filha do imperador Fernando I de Habsburgo e de Ana da Boêmia e Hungria (filha de Vladislau II da Hungria e de sua mulher Ana de Foix-Candale). Esta união tinha como objetivo ultrapassar a rivalidade política entre a Áustria e a Baviera.
Em 1550, Alberto sucedeu a seu pai como Duque da Baviera.

## Ação política
Alberto entregou-se à tarefa de estabelecer uma conformidade católica nos seus domínios. Dado a sua formação estritamente católica, ele era um dos chefes da Contra-Reforma alemã, exercendo uma repressão dado estar convencido que a causa do Catolicismo estava indissociável da sorte e destino da casa de Wittelsbach.
Internamente, tomou poucas decisões por si próprio, entregando a gestão corrente do governo aos seus conselheiros, entre os quais se encontravam dois devotos Católicos, Georg Stockhammer e Wiguleus Hundt. Este último teve um papel importante nos acontecimentos que levaram à Paz de Passau (1552) e à Paz de Augsburgo (1555).
Como sucessor de seu tio Ernesto da Baviera, Alberto foi, desde 1560, administrou o condado de Glatz herdado do tio, entregando-o ao imperador Maximilian II em 1567, dada a penhora sobre o território.

## Ação cultural

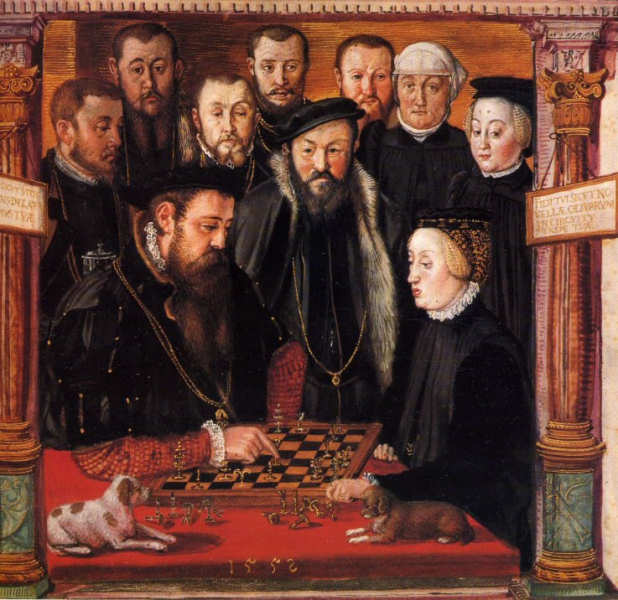
Alberto V e a sua consorte Ana de Áustria jogando xadrês, por Hans Mielich (1552)

Alberto era um patrono e grande colecionador de arte, As suas aquisições são a base da Coleções Estatais de Antiguidades (Staatliche Antikensammlungen), a coleção de antiguidades gregas e romanas dos Wittelsbach.
A sua coleção de moedas, incluída na Tesouraria dos Wittelsbach, está hoje exposta na Residência de Munique, e algumas das suas antiguidades egípcias permanecem na Coleção Estatal de Arte Egípcia (Staatliche Sammlung für Ägyptische Kunst).
Também a biblioteca pessoal do duque foi integrada na Biblioteca Estadual da Baviera (Bayerische Staatsbibliothek), em Munique, herdeira da biblioteca da corte dos Wittelsbach.
Em 1559 Alberto fundou em Munique, o Wilhelmsgymnasium, uma das primeiras escolas de ensino secundário.
Tal como um milionário Americano, Alberto comprava coleções inteiras em Roma e Veneza; em Veneza, após cansativas negociações com Andrea Loredan, Alberto adquiriu-lhe a totalidade da coleção: 120 bronzes, 2 480 medalhas e moedas, 91 cabeças em mármore, 43 estátuas em mármore, 33 relevos e 14 curiosidades várias, pela soma de 7 000 ducados; "foram todos exportados de Veneza secretamente durante a noite em grandes baús".
Para acomodar as suas coleções, ele patrocinou construção do Antiquarium, na Residência de Munique, o maior salão de arte renascentista a norte dos Alpes.
Em 1552, Alberto encomendou a elaboração de um inventário das jóias detidas pelo casal ducal. O manuscrito daí resultante, ainda hoje na posse da Biblioteca Estadual da Baviera, foi o "Livro das Joias da Duquesa Ana da Baviera" (Kleinodienbuch der Herzogin Anna von Bayern), que contem 110 desenhos por Hans Muelich.
Alberto nomeou Orlando di Lasso para um lugar na sua corte e foi mecenas de muitos outros artistas, situação que levou a dívidas extremamente elevadas (½ milhão de florins).
Alberto morreu em 1579 em Munique e foi sucedido por seu filho Guilherme. Está sepultado na Frauenkirche, em Munique.

## Casamento e descendência

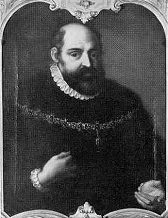
Duque Alberto V da Baviera

Do seu casamento com a arquiduquesa Ana de Áustria nasceram sete crianças:
1. Carlos (Karl), (1547);
2. Guilherme (Wilhelm) (1548–1626), que sucedeu ao pai como Guilherme V;
3. Fernando (Ferdinand) (1550–1608), militar, casou morganáticamente;
4. Maria Ana (Maria Anna) (1551–1608);
5. Maximiliana Maria (Maximiliana Maria) (1552–1614);
6. Frederico (Friedrich) (1553–1554);
7. Ernesto da Baviera (Ernst) (1554–1612), Arcebispo-Eleitor de Colónia 1583–1612.

Através do casamento dos filhos, Alberto procurou estabelecer uma política de alianças com diversas monarquias católicas envolvidas, como ele, no estrito cumprimento da fé Católica.
Assim, casou o seu herdeiro (que lhe viria a suceder como Guilherme V) com uma princesa da Casa de Lorena (Renata de Lorena), e a sua filha Maria Ana com o tio materno, o arquiduque Carlos II de Áustria.
Para a filha mais nova, Maximiliana Maria, foi equacionado o  casamento com Sebastião de Portugal, plano apresentado pelo rei Filipe II de Espanha, tio do noivo, proposta muito do agrado do Duque Alberto V. Esta aliança não se veio a concretizar dado a vontade do rei de Portugal em se manter solteiro.
Apenas o seu filho Fernando casou, com a oposição da família, com María de Pettenbeck e, devido à baixa nobreza da noiva, o casamento foi considerado morganático. Fernando renunciou por si e seus descendentes ao trono de Baviera.

## Ascendência
| Albert V, Duque da Baviera | Pai: Guilherme IV da Baviera | Avô Paterno: Alberto IV da Baviera      | Bisavô Paterno: Alberto III da Baviera                          |
| Albert V, Duque da Baviera | Pai: Guilherme IV da Baviera | Avô Paterno: Alberto IV da Baviera      | Bisavó Paterna: Ana de Brunswick-Grubenhagen-Einbeck            |
| Albert V, Duque da Baviera | Pai: Guilherme IV da Baviera | Avó Paterna: Cunegunda da Áustria       | Bisavô Paterno: Frederico III do Sacro Império Romano-Germânico |
| Albert V, Duque da Baviera | Pai: Guilherme IV da Baviera | Avó Paterna: Cunegunda da Áustria       | Bisavó Paterna: Leonor de Portugal, Imperatriz Romano-Germânica |
| Albert V, Duque da Baviera | Mãe: Maria de Baden-Sponheim | Avô Materno: Filipe I de Baden-Sponheim | Bisavô Materno: Cristóvão I de Baden                            |
| Albert V, Duque da Baviera | Mãe: Maria de Baden-Sponheim | Avô Materno: Filipe I de Baden-Sponheim | Bisavó Materna: Otília de Katzenelnbogen                        |
| Albert V, Duque da Baviera | Mãe: Maria de Baden-Sponheim | Avó Materna: Isabel do Palatinado       | Bisavô Materno: Filipe, Eleitor Palatino                        |
| Albert V, Duque da Baviera | Mãe: Maria de Baden-Sponheim | Avó Materna: Isabel do Palatinado       | Bisavó Materna: Margarida da Baviera-Landshut                   |